# 呉娑々宇山
呉娑々宇山（ごさそうざん）は広島県広島市に位置する山。山頂に東区と安芸区の区境が通る。標高は682.2m。植生はアカマツ二次林が主体であるが、広島県には少ないスズタケ（ササの一種）などもみられる山である。

## 由来
山名の由来は諸説ある。「国府山」「御山荘山」「五差層」「五八霜」「五社宗山」「ごはつそう」「呉左曾宇」など山名の由来とされるものが、複数文献に紹介されている。

## 登山ルート
登山ルートは主に「みくまり峡入口」バス停から水分峡森林公園を北東に進むルートと、「城ヶ丘入口」バス停から岩谷観音跡や高尾山を経由するルートがある。